# Kadriye Nurmambet
Kadriye Nurmambet (în limba tătară crimeeană numele poate fi ortografiat și: Qadriye Nurmambet, قَادْرِیَ نُرْمٰومْبَتً, Ҡадрие Нурмамбет, iar în limba română apare de cele mai multe ori sub forma: Cadrie Nurmambet; n. 21 august 1933, Bazargic, România – d. 31 ianuarie 2023, București, România) a fost o folcloristă și solistă de muzică populară tătărească și turcească de etnie tătară crimeeană a cărei voce a atras atenția la nivel național fiind supranumită Privighetoarea Dobrogei.

## Biografie
Kadriye, fiica lui Ahmet și Pakize, s-a născut pe 21 august 1933 în Bazargic. Tatăl ei era ofițer în cadrul Regimentului 40 artilerie, Divizia a 9-a Mărășești. La începutul celui de Al Doilea Război Mondial, când România a cedat Bulgariei Dobrogea de Sud, familia ei s-a stabilit mai la nord, în Medgidia, unde tatăl ei fusese numit comandantul garnizoanei.
În anul 1957 a absolvit Facultatea de Drept a Universității din București. A fost prima femeie avocat de etnie tătară din România desfășurându-și activitatea în baroul de Constanța.
Încă din copilărie a îndrăgit folclorul și muzica populară activând în diverse ansambluri artistice tătărești și românești. Prima apariție scenică notabilă a avut loc în 1950, la Ateneul Român, alături de renumiții interpreți Emil Gavriș, Ștefan Lăzărescu, Lucreția Ciobanu, Maria Lătărețu și de virtuozul naist Fănică Luca. Au cântat cu formația Barbu Lăutarul sub bagheta maeștrilor Ionel Budișteanu și Nicu Stănescu. Apreciindu-i calitățile interpretative, în 1954 profesorul Tiberiu Alexandru de la Universitatea Națională de Muzică București i-a facilitat debutul la radio. În 1960 a lansat primul disc la Electrecord, urmat de alte înregistrări în 1963, 1974, 1980, 1982 și 1989.
Kadriye a învățat primele cântece de la mama ei, dar mai târziu a manifestat un interes deosebit pentru culegerea creațiilor tradiționale. Obișnuia să călătorească prin satele dobrogene în căutarea comorilor culturale locale. În 1957 a fost invitată de către Institutul de Etnografie și Folclor din București să înregistreze pentru arhiva de aur peste 90 de cântece din folclorul tătăresc și turcesc. De-a lungul întregii vieți a făcut eforturi remarcabile pentru conservarea și perpetuarea muzicii și tradițiilor tătarilor și turcilor din România.
Cel mai recent disc se intitulează Melodii populare tătărești și turcești și a fost lansat în 2009 la Electrecord.